# Pierre Parisot
Pierre Parisot (* 9. Februar 1703 in Bar-le-Duc; † 28. Juli 1769 in Commercy) war ein französischer Geistlicher und Missionar in Indien. Eigentlich Pierre Curel-Parisot, war er auch bekannt als Norbert de Bar-le-Duc, Norbert von Lothringen, und Père Norbert. Er wurde durch seine scharfen Angriffe gegen die Jesuiten bekannt.

## Leben
Pierre Parisot war der Sohn eines Handwerkers und besuchte zunächst das Jesuitenkolleg in Bar-le-Duc, wurde danach jedoch Novize bei den Kapuzinern von St. Mihiel. 1729 empfing er in Nancy die Priesterweihe. 1733/34 reiste er als Sekretär seines Provinzials nach Rom zur Versammlung des Generalkapitels. 1736 wurde er zum Prokurator der ausländischen Missionen Frankreichs ernannt. Im Dezember 1736 reiste er nach Pondichéry in Französisch-Indien, wo er drei Jahre lang in der Mission tätig war. Dort geriet er sehr bald wegen Jurisdiktions- und Ritenfragen in Streit mit den Jesuiten, die er in vielfältigen Schriften heftig attackierte. 1741 reiste er erneut nach Rom. Auch nach einer Audienz bei Papst Benedikt veröffentlichte er weiterhin seine Ansichten über die Jesuiten. Obwohl er damit zum Schützling jesuitenfeindlicher Kardinäle wurde, kamen seine Schriften 1745 auf den Index. 
Im gleichen Jahr erhielt er die Erlaubnis, außerhalb des Konvents zu leben. Danach lebte er in Italien, Deutschland, Österreich, den Niederlanden, England und der Schweiz, wobei er seine Wohnorte nicht immer freiwillig wechselte. In England machte er Konkurs, und aus Holland und Neuenburg wurde er ausgewiesen. In Holland soll er sich zeitweise einer Freimaurerloge angeschlossen haben.
1759 wurde Parisot laisiert und dem Bischof von Toul unterstellt. Vom August 1760 bis Mai 1763 war er in Lissabon Zuarbeiter des Marquês de Pombal, des portugiesischen Regierungschefs, der 1759 den Jesuitenorden in Portugal und Brasilien aufgelöst hatte. In diesen Jahren begann Parisot eine Neuausgabe seines Werkes in sieben Bänden. Es ist unklar, ob er auch an einigen der vielen Schriften gegen die Jesuiten beteiligt war, die in dieser Zeit in Portugal veröffentlicht wurden. Von 1763 an lebte er zurückgezogen in Paris und Lothringen. Er starb am 28. Juli 1769 in Commercy.
Sein Hauptwerk, Mémoires historiques sur les missions des Indes orientales, in vielen verschiedenen Ausgaben und Auflagen erschienen, wurde trotz vielfacher Indizierung weithin gelesen und machte ihn bekannt. 

## Quelle
Dieser Artikel basiert auf der Kurzbiografie im BBKL:
- Walter Troxler: Pierre Parisot. In: Biographisch-Bibliographisches Kirchenlexikon (BBKL). Band 6, Bautz, Herzberg 1993, ISBN 3-88309-044-1, Sp. 1537–1540 (Artikel/Artikelanfang im Internet-Archive).

| Personendaten    | Personendaten                                         |
| ---------------- | ----------------------------------------------------- |
| NAME             | Parisot, Pierre                                       |
| KURZBESCHREIBUNG | französischer Missionar, Priester des Kapuzinerordens |
| GEBURTSDATUM     | 9. Februar 1703                                       |
| GEBURTSORT       | Bar-le-Duc                                            |
| STERBEDATUM      | 28. Juli 1769                                         |
| STERBEORT        | Commercy                                              |